# Magnús Einarsson
Magnús Einarsson (* 1098; † 30. September 1148) war ein Bischof von Skálholt im Süden Islands.
Er wurde nach dem Tode von Þorlákur Runólfsson 1133 gewählt und am 28. Oktober 1134 von Össur, dem Erzbischof von Lund in Schweden, geweiht.

## Wirken als Bischof
Unter seiner Ägide blühte Skálholt auf. Er häufte Vermögen an und kaufte große Güter hinzu, darunter die gesamten Westmännerinseln.

## Tod

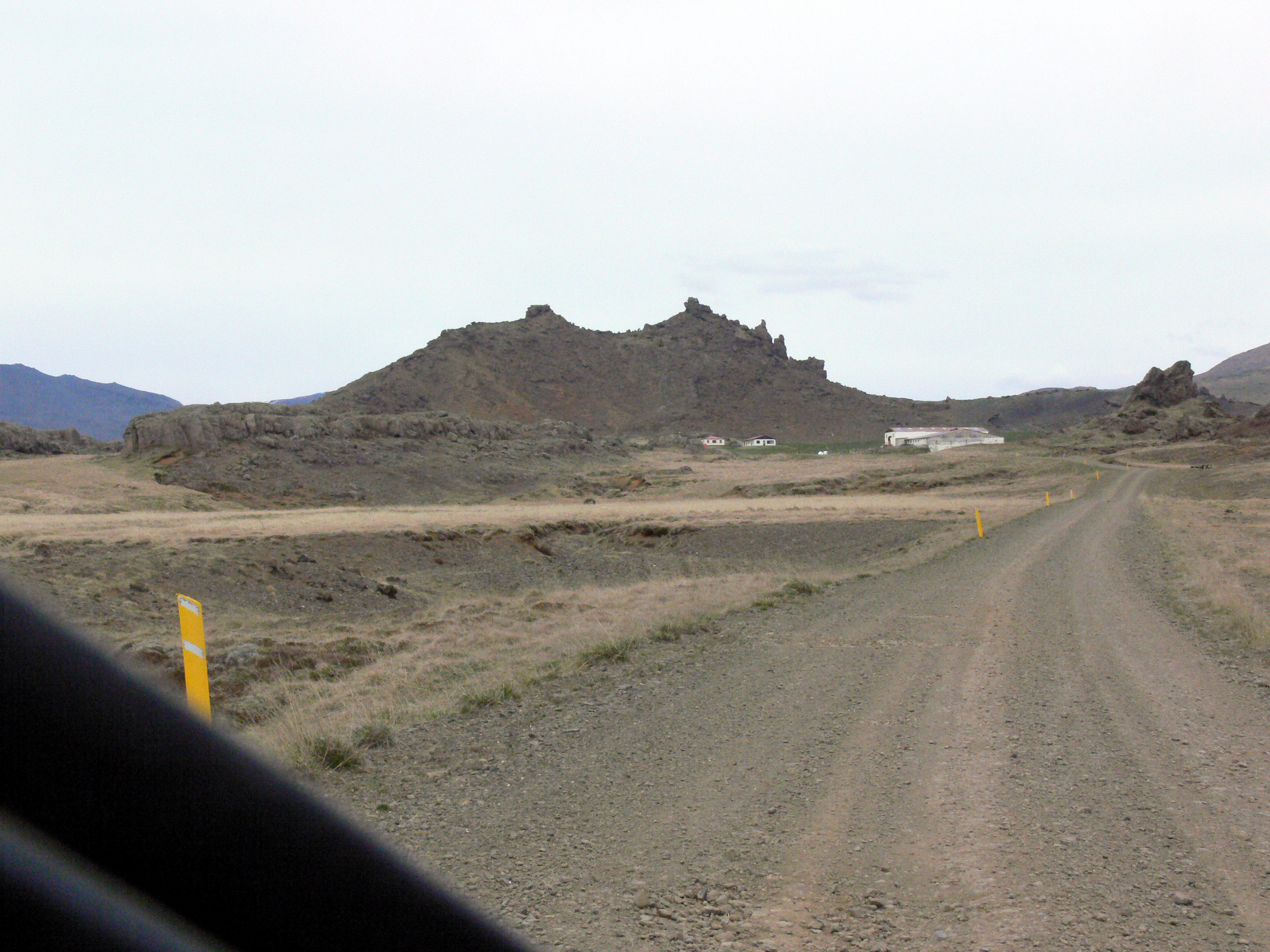
Hof Hítardalur (2006)

Als er im Jahre 1148 von einer Fahrt in die Vestfirðir zurückkam, machte er einen Zwischenstopp im Hítardalur, um an einem Fest teilzunehmen. Dabei geriet er in einen Großbrand, bei dem zwischen 70 und 80 Menschen starben, und kam ebenfalls ums Leben.